# Hypatima rhomboidella
Hypatima rhomboidella là một loài bướm đêm thuộc họ Gelechiidae. Nó được tìm thấy ở hầu hết châu Âu, ngoại trừ bán đảo Iberia và hầu hết bán đảo Balkan.

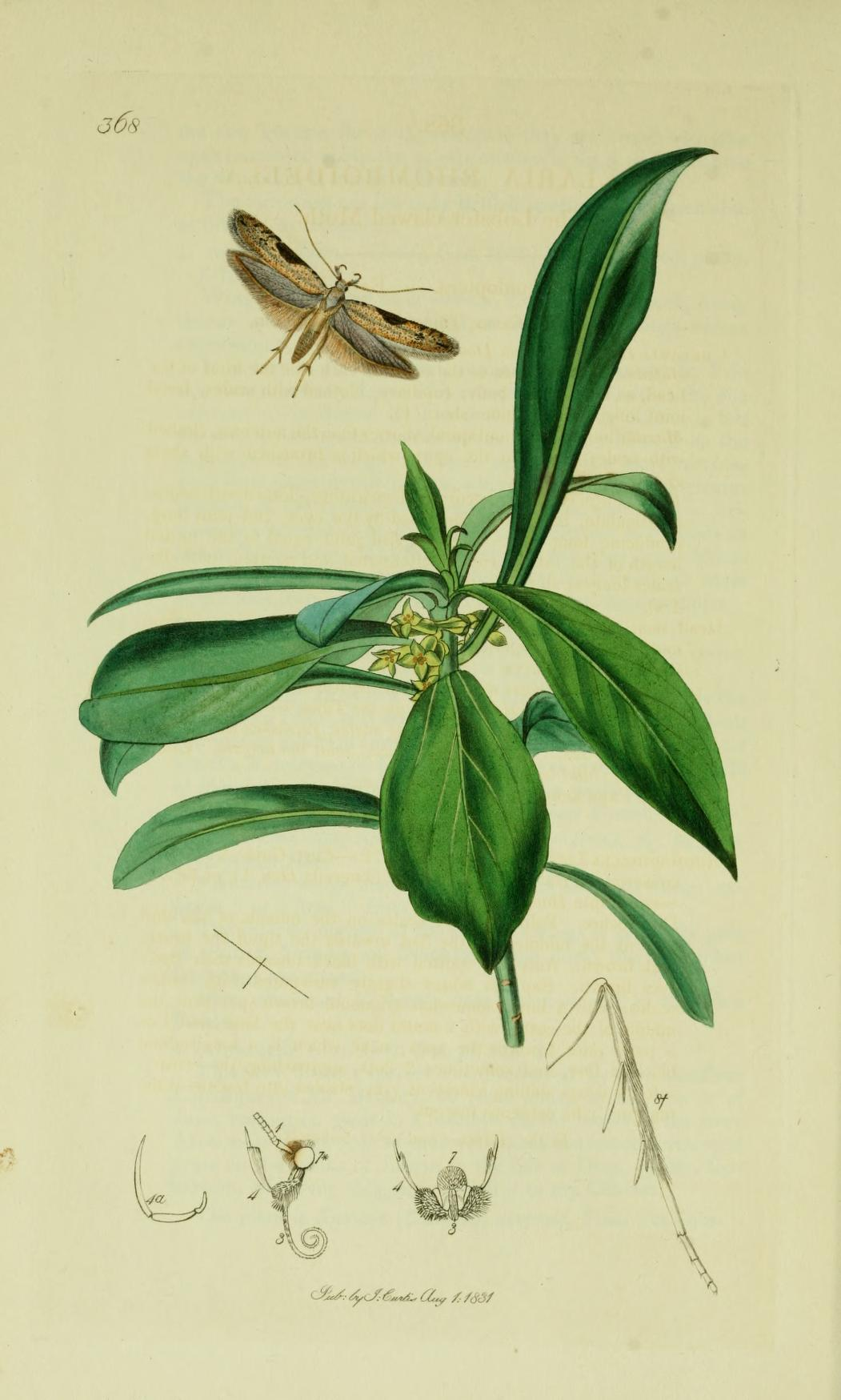
Minh họa của John Curtis trong British Entomology Volume 6

Sải cánh dài khoảng 18 mm. Con trưởng thành bay từ cuối tháng 7 và tháng 9.
Ấu trùng ăn Betula và Corylus avellana.